# Baymax – Robowabohu in Serie
Baymax – Robowabohu in Serie (Originaltitel: Big Hero 6: The Series) ist eine US-amerikanische Zeichentrickserie, die von Disney Television Animation produziert wird und seit dem 20. November 2017 auf Disney XD zu sehen ist. Die Serie wird von Mark McCorkle und Bob Schooley produziert. Die Serie stellt eine Weitererzählung des Disneyfilmes Baymax – Riesiges Robowabohu dar und umfasst drei Staffeln mit insgesamt 56 Folgen (darunter drei Doppelfolgen; die Folgen 2 bis 9 der dritten Staffel sind in jeweils zwei Halbepisoden unterteilt). Am 28. Januar 2021 wurde bekannt gegeben, dass die Serie nach der dritten Staffel abgesetzt wurde. Die letzte Folge wurde am 15. Februar 2021 ausgestrahlt.

## Handlung
Das 14-jährige Technikgenie Hiro Hamada erlebt zusammen mit seinem selbstgebauten Roboter Baymax Abenteuer und Reisen, auf denen die beiden vom Controlfreak Wasabi No-Ginger, von der Wissenschaftlerin Honey Lemon, dem Fanatiker Fred und von Go Go Tomago begleitet werden. Zusammen bilden sie das Superheldenteam Big Hero 6, mit dem sie gegen Schurken kämpfen.
Hiro ist das neue Wunderkind an der Technischen Hochschule in San Fransokyo, an der er sich gewaltigen akademischen Herausforderungen stellen muss, ganz zu schweigen von den sozialen Herausforderungen, da er der kleinste Mann auf der Hochschule ist. Auch als High-Tech-Held muss er mit dem Superheldenteam Big Hero 6 seine Stadt vor einigen, teilweise durch die Wissenschaft verbesserten Schurken schützen.

## Produktion
Disney bestätigte bereits früh, eine Serienfortsetzung für den Kinofilm Baymax aus dem Jahre 2014 produzieren zu wollen. Produziert wurde die Serie von Disney Television Animation. Verantwortlich waren die Produzenten Mark McCorkle und Bobo Schooley. Eine zweite Staffel wurde bereits im Vorfeld geordert.

## Besetzung
Die Synchronisation der Serie wird bei der SDI Media Germany nach Dialogbüchern von Philip Rohrbeck unter der Dialogregie von Dennis Mohme und der musikalischen Leitung von Achim Götz erstellt.
| Figur             | Originalsprecher  | Deutscher Sprecher |
| ----------------- | ----------------- | ------------------ |
| Baymax            | Scott Adsit       | Peter Lontzek      |
| Hiro Hamada       | Ryan Potter       | Amadeus Strobl     |
| Fred              | Brooks Wheelan    | Julien Haggège     |
| Alistair Krei     | Alan Tudyk        | Peter Flechtner    |
| Go Go Tomago      | Jamie Chung       | Nora Huetz         |
| Honey Lemon       | Génesis Rodríguez | Maria Hönig        |
| Kreis Assistentin | Laura Silverman   | Katrin Zimmermann  |
| Tante Cass        | Maya Rudolph      | Vera Teltz         |
| Wasabi            | Khary Payton      | Daniel Zillmann    |

## Ausstrahlung
Die Originalausstrahlung der Serie erfolgte am 20. November 2017 auf Disney XD in den USA, wo der Pilotfilm Big Hero 6: Baymax Returns, ausgestrahlt wurde, welcher lediglich ein Zusammenschnitt der ersten beiden Episoden ist. Anfang 2018 folgten dann die restlichen Folgen der ersten Staffel.
Am 31. März 2018 fand auf Disney XD in Deutschland die deutschsprachige Erstausstrahlung der Serie statt. Auch hier wurde als erstes der Pilotfilm Riesige Rückkehr gezeigt. Ab dem 3. April 2018 wurden dann die restlichen Episoden ausgestrahlt. Die deutsche Free-TV-Premiere feiert die Serie am 22. Oktober 2018 auf dem Disney Channel.

## Episodenliste

### Staffel 1
| Nr. (ges.) | Nr. (St.) | Deutscher Titel               | Originaltitel                  | Erstausstrahlung USA | Deutschsprachige Erstausstrahlung (Disney XD) |
| ---------- | --------- | ----------------------------- | ------------------------------ | -------------------- | --------------------------------------------- |
| 1          | 1         | Riesige Rückkehr – Teil 1     | Baymax Returns (Part 1)        | 20. Nov. 2017        | 31. März 2018                                 |
| 2          | 2         | Riesige Rückkehr – Teil 2     | Baymax Returns (Part 2)        | 20. Nov. 2017        | 31. März 2018                                 |
| 3          | 3         | Comic-Heft 188                | Issue 188                      | 9. Juni 2018         | 4. Apr. 2018                                  |
| 4          | 4         | Das Monster von San Fransokyo | Big Roommates 2                | 17. März 2018        | 3. Apr. 2018                                  |
| 5          | 5         | Der Party-Crasher             | Fred’s Bro-Tillion             | 1. März 2018         | 2. Apr. 2018                                  |
| 6          | 6         | Der Kochkampf                 | Food Fight                     | 24. März 2018        | 5. Apr. 2018                                  |
| 7          | 7         | Im Muirahara-Wald             | Muirahara Woods                | 31. März 2018        | 6. Apr. 2018                                  |
| 8          | 8         | Versager-Modus                | Failure Mode                   | 7. Apr. 2018         | 11. Apr. 2018                                 |
| 9          | 9         | Ein Date für Tante Cass       | Aunt Cass Goes Out             | 30. Juni 2018        | 10. Apr. 2018                                 |
| 10         | 10        | Virenalarm                    | The Impatient Patient          | 7. Juli 2018         | 9. Apr. 2018                                  |
| 11         | 11        | Das Spiel des Mr. Sparkles    | Mr. Sparkles Loses His Sparkle | 14. Juli 2018        | 12. Apr. 2018                                 |
| 12         | 12        | Ein Burger auf Abwegen        | Killer App                     | 5. Mai 2018          | 11. Aug. 2018                                 |
| 13         | 13        | Klein-Hiro                    | Small Hiro One                 | 22. Juni 2018        | 18. Aug. 2018                                 |
| 14         | 14        | Hiro superstark               | Kentucky Kaiju                 | 15. Juli 2018        | 25. Aug. 2018                                 |
| 15         | 15        | Uni gegen Uni                 | Rivalry Weak                   | 11. Aug. 2018        | 6. Okt. 2018                                  |
| 16         | 16        | Fanträume                     | Fan Friction                   | 18. Aug. 2018        | 13. Okt. 2018                                 |
| 17         | 17        | Mini-Max                      | Mini-Max                       | 25. Aug. 2018        | 20. Okt. 2018                                 |
| 18         | 18        | Big Hero 7                    | Big Hero 7                     | 8. Sep. 2018         | 2. März 2019                                  |
| 19         | 19        | Monsterjagd                   | Big Problem                    | 15. Sep. 2018        | 9. März 2019                                  |
| 20         | 20        | Steamers Rache                | Steamer’s Revenge              | 22. Sep. 2018        | 27. Okt. 2018                                 |
| 21         | 21        | Der Bot-Fighter               | The Bot Fighter                | 29. Sep. 2018        | 16. März 2019                                 |
| 22         | 22        | Obake Yashiki                 | Obake Yashiki                  | 6. Okt. 2018         | 23. März 2019                                 |
| 23         | 23        | Die Schockwelle – Teil 1      | Countdown to Catastrophe (1)   | 13. Okt. 2018        | 30. März 2019                                 |
| 24         | 24        | Die Schockwelle – Teil 2      | Countdown to Catastrophe (2)   | 13. Okt. 2018        | 30. März 2019                                 |

### Staffel 2
| Nr. (ges.) | Nr. (St.) | Deutscher Titel            | Originaltitel             | Erstausstrahlung USA | Deutschsprachige Erstausstrahlung (Disney XD) |
| ---------- | --------- | -------------------------- | ------------------------- | -------------------- | --------------------------------------------- |
| 25         | 1         | Der Super-Praktikant       | Internabout               | 6. Mai 2019          | 23. Sep. 2019                                 |
| 26         | 2         | Rezept des Bösen           | Seventh Wheel             | 7. Mai 2019          | 24. Sep. 2019                                 |
| 27         | 3         | Mission Monsterrettung     | Prey Date                 | 8. Mai 2019          | 25. Sep. 2019                                 |
| 28         | 4         | Gegen den Strom            | Something’s Fishy         | 9. Mai 2019          | 26. Sep. 2019                                 |
| 29         | 5         | Globbys Verwandlung        | Nega-Globby               | 10. Mai 2019         | 27. Sep. 2019                                 |
| 30         | 6         | Das verrückte Autorennen   | The Fate of the Roommates | 13. Mai 2019         | 30. Sep. 2019                                 |
| 31         | 7         | Das Waldmonster            | Muira-Horror!             | 14. Mai 2019         | 1. Okt. 2019                                  |
| 32         | 8         | Flauschige Kreaturen       | Something Fluffy          | 15. Mai 2019         | 2. Okt. 2019                                  |
| 33         | 9         | Supersonic Sue             | Supersonic Sue            | 16. Mai 2019         | 3. Okt. 2019                                  |
| 34         | 10        | Der Lügendetektor          | Lie Detector              | 17. Mai 2019         | 4. Okt. 2019                                  |
| 35         | 11        | Angriff der Klon-Burger    | Write Turn Here           | 3. Sep. 2019         | 2. Dez. 2019                                  |
| 36         | 12        | Stadt der Monster (1)      | City of Monsters: Part I  | 4. Sep. 2019         | 3. Dez. 2019                                  |
| 37         | 13        | Stadt der Monster (2)      | City of Monsters: Part II | 5. Sep. 2019         | 4. Dez. 2019                                  |
| 38         | 14        | Mini-Maximaler Ärger       | Mini-Maximum Trouble      | 6. Sep. 2019         | 5. Dez. 2019                                  |
| 39         | 15        | El Fuego                   | El Fuego                  | 9. Sep. 2019         | 10. Feb. 2020                                 |
| 40         | 16        | Guter Globby, böser Globby | The Globby Within         | 10. Sep. 2019        | 6. Dez. 2019                                  |
| 41         | 17        | Hiro gegen Hardlight       | Hardlight                 | 11. Sep. 2019        | 11. Feb. 2020                                 |
| 42         | 18        | Tadashis Geschenk          | The Present               | 7. Dez. 2019         | 25. Sep. 2020                                 |
| 43         | 19        | Hiro, der Bösewicht        | Hiro the Villain          | 4. Jan. 2020         | 12. Feb. 2020                                 |
| 44         | 20        | Das Portal                 | Portal Enemy              | 11. Jan. 2020        | 13. Feb. 2020                                 |
| 45         | 21        | Fred auf der Flucht        | Fred the Fugitive         | 18. Jan. 2020        | 8. Aug. 2020                                  |
| 46         | 22        | Major Blast                | Major Blast               | 25. Jan. 2020        | 8. Aug. 2020                                  |
| 47         | 23        | Fürchte dich nicht         | Fear Not                  | 1. Feb. 2020         | 15. Aug. 2020                                 |
| 48         | 24        | Das Vermächtnis (1)        | Legacies (1)              | 8. Feb. 2020         | 15. Aug. 2020                                 |
| 49         | 25        | Das Vermächtnis (2)        | Legacies (2)              | 8. Feb. 2020         | 15. Aug. 2020                                 |

### Staffel 3
| Nr. (ges.) | Nr. (St.) | Deutscher Titel         | Originaltitel                        | Erstausstrahlung USA | Deutschsprachige Erstausstrahlung (Disney XD) |
| ---------- | --------- | ----------------------- | ------------------------------------ | -------------------- | --------------------------------------------- |
| 50         | 1         | Die neue Familie        | The Hyper-Potamus Pizza-Party-Torium | 21. Sep. 2020        | 26. Juni 2021                                 |
| 51a        | 2a        | Duell der Bürgermeister | Mayor for a Day                      | 28. Sep. 2020        | 26. Juni 2021                                 |
| 51b        | 2b        | Der Hundewahnsinn       | The Dog Craze of Summer              | 28. Sep. 2020        | 26. Juni 2021                                 |
| 52a        | 3a        | Rollentausch            | Trading Chips                        | 5. Okt. 2020         | 3. Juli 2021                                  |
| 52b        | 3b        | Mini-Nudel-Burger-Max   | Mini Noodle Burger Max               | 5. Okt. 2020         | 3. Juli 2021                                  |
| 53a        | 4a        | Der Häschenbus          | A Friendly Face                      | 12. Okt. 2020        | 3. Juli 2021                                  |
| 53b        | 4b        | Die Mini-Gegner         | Big Chibi 6                          | 12. Okt. 2020        | 3. Juli 2021                                  |
| 54a        | 5a        | Kobra und Mungo         | Cobra and Mongoose                   | 26. Okt. 2020        | 10. Juli 2021                                 |
| 54b        | 5b        | Fred verliebt sich      | Better Off Fred                      | 26. Okt. 2020        | 10. Juli 2021                                 |
| 55a        | 6a        | Die Superhelden-Boyband | Big Hero Battle                      | 2. Nov. 2020         | 10. Juli 2021                                 |
| 55b        | 6b        | Drohbriefe              | Go Go the Woweroo                    | 2. Nov. 2020         | 10. Juli 2021                                 |
| 56a        | 7a        | Der neue Böse Globby    | The New Nega-Globby                  | 9. Nov. 2020         | 24. Juli 2021                                 |
| 56b        | 7b        | Der Computer-Virus      | De-Based                             | 9. Nov. 2020         | 24. Juli 2021                                 |
| 57a        | 8a        | Genialer Nachwuchs      | The MiSFIT                           | 1. Feb. 2021         | 24. Juli 2021                                 |
| 57b        | 8b        | Die Fast-Food-Monster   | Return to Sycorax                    | 1. Feb. 2021         | 24. Juli 2021                                 |
| 58a        | 9a        | Der neue Mr. Sparkles   | A Fresh Sparkles                     | 8. Feb. 2021         | 31. Juli 2021                                 |
| 58b        | 9b        | Der falsche Fred        | Noodle Burger Ploy                   | 8. Feb. 2021         | 31. Juli 2021                                 |
| 59a        | 10a       | Die Schallkanone        | Krei-oke Night                       | 15. Feb. 2021        | 31. Juli 2021                                 |
| 59b        | 10b       | Doppeltes Spiel         | The Mascot Upshot                    | 15. Feb. 2021        | 31. Juli 2021                                 |

Die Ausstrahlungsreihenfolge der Folgen bei der Erstausstrahlung entspricht nicht der Reihenfolge der offiziellen Episodenliste.

## Preise
- 2017: Emmy-Nominierung als beste Trickserie[2]